# 47. nordlige breddekreds
Den 47. nordlige breddekreds (eller 47 grader nordlig bredde) er en breddekreds, der ligger 47 grader nord for ækvator. Den løber gennem Europa, Asien, Stillehavet, Nordamerika og Atlanterhavet.